# Nickel Pflugk (Knauthain)

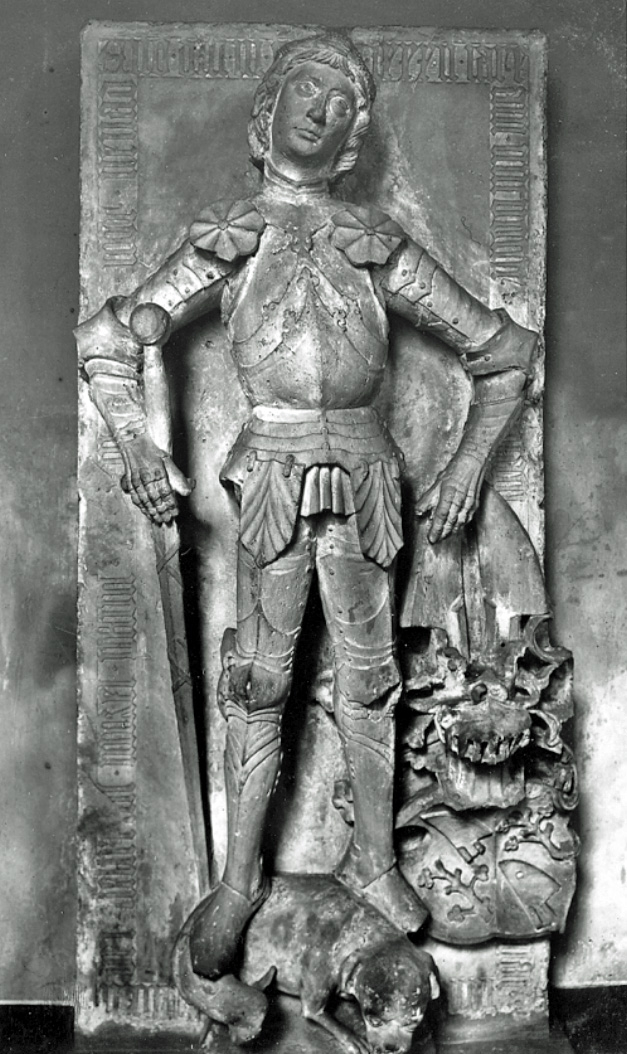
Die Grabplatte des Nickel Pflugk, jetzt in der Thomaskirche Leipzig

Nickel Pflugk (* um 1410; † 27. März 1482 in Leipzig), zur Unterscheidung von gleichen Namensträgern auch „zu Knauthain“ oder „der Eiserne“ genannt, war ein aus dem meißnischen Uradelsgeschlecht der Pflugks stammender Berater mehrerer sächsischer Herzöge und Kurfürsten sowie Amtmann und Rittergutsbesitzer.

## Leben
Tham Pflugk (um 1385–1426) und seine Ehefrau Anna, geborene von Bünau, waren die Eltern von Nickel Pflugk. Thams Vorfahr, der aus Böhmen stammende Ritter Otto Pflugk, war 1338 mit Strehla an der Elbe und 1349 mit Gohlis, Mockau, Großzschocher, Volkmarsdorf und Knauthain um Leipzig belehnt worden. Als Nickels Vater 1426 in der Schlacht bei Aussig gefallen war, übernahmen er und seine Brüder Hans und Tham die Verwaltung der Güter, wobei Nickel insbesondere Knauthain zufiel, daher der Namenszusatz. Er wurde 1438 im Zusammenhang mit der Schlacht bei Sellnitz zum Ritter geschlagen.
Nickel Pflugk war Mitglied der Landstände, die 1445 die Teilung des Landes vorschlugen (Altenburger Teilung), nachdem die Differenzen zwischen den wettinischen Brüdern Kurfürst Friedrich dem Sanftmütigen und Herzog Wilhelm dem Tapferen nicht mehr zu überbrücken waren. Im folgenden Sächsischen Bruderkrieg kämpfte Pflugk auf der Seite Friedrichs und geriet zusammen mit Kunz von Kaufungen in wilhelminische Gefangenschaft, aus der er mit Hilfe von Verwandten für ein hohes Lösegeld freikam. Ob seiner Tapferkeit bei zahlreichen Gefechten erhielt er den Beinamen „der Eiserne“.

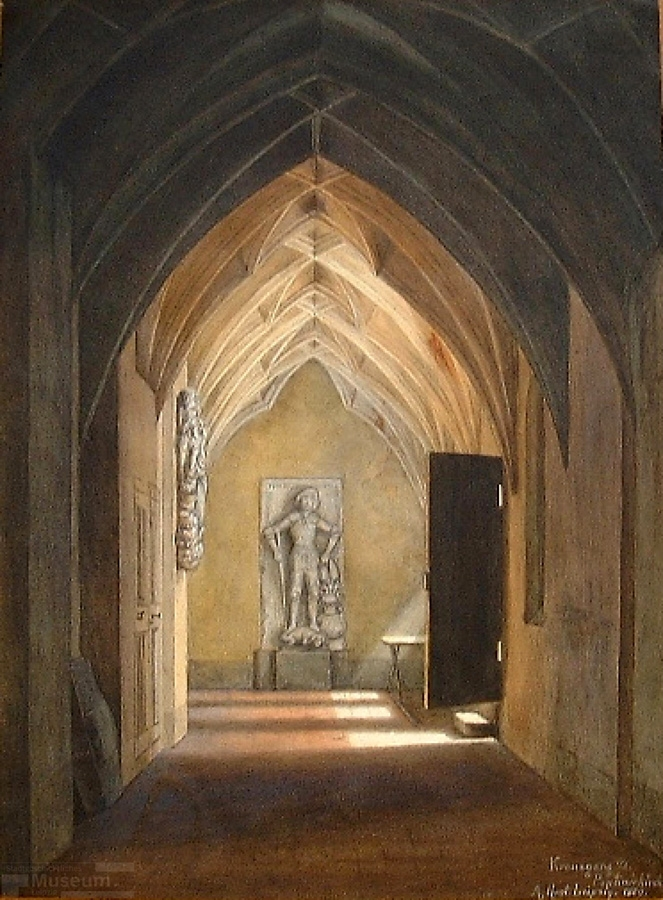
Grabplatte Nickel Pflugk 1889 im Kreuzgang der Universitätskirche

Sein beachtliches Vermögen setzte er für den Erwerb verschiedener Landsitze in der Nähe von Leipzig, Pegau und Groitzsch sowie den Kauf eines Freihauses in der Leipziger Burgstraße ein, das später zum Komplex des Thüringer Hofes gehörte. Er wurde auch zu einem wichtigen Kreditgeber der Kurfürsten und des Kaisers Friedrich III und war an politischen Unternehmungen des Landes beteiligt. So trägt der Vertrag von Eger von 1459 zum Grenzverlauf zwischen Sachsen und Böhmen auf dem Erzgebirgskamm neben anderen auch sein Siegel.
Nach dem Tod des Kurfürsten Friedrich wurde Pflugk ein enger Vertrauter von Kurfürst Ernst. Er reiste mit ihm zu verschiedenen Verhandlungen, unter anderem 1471 zum Reichstag nach Regensburg. Als Amtmann von Leipzig, Borna und Pegau sowie Heimlicher Rat des Kurfürsten erreichte er den Höhepunkt seiner Karriere. Damit hatte er wesentlichen Einfluss auf die Gestaltung der wettinischen Innen- und Außenpolitik im 15. Jahrhundert.
Um 1450 hatte Nickel Pflugk Elisabeth, geborene von Schleinitz geheiratet. Das Ehepaar hatte vier Söhne, Hans († 1484), Cäsar (1455–1524,), Tham († 1503), Haubold († 1506) und Andreas (1480–1542) sowie die Tochter Anna. Cäsar war Landes- und Appellationsrat, Gesandter, Statthalter und Rittergutsbesitzer,  Tham war Amtmann von Quedlinburg und Andreas war Rat, Amtmann von Dornburg und Leipzig sowie Rittergutsbesitzer.
Nickel Pflugk starb 1482 und wurde in der Pflugkschen Kapelle an der Nordseite der damaligen Klosterkirche St. Pauli in Leipzig beigesetzt. Sein Grabstein, der ihn als jungen Mann zeigt, wurde nach dem Abriss der Pflugkschen Kapelle 1844 in den Kreuzgang der nunmehrigen Universitätskirche überführt. Nach der Sprengung der Universitätskirche 1968 befindet er sich jetzt in der Leipziger Thomaskirche.